# Ijiranaide, Nagatoro-san
Ijiranaide, Nagatoro-san (イジらないで、長瀞さん), também conhecido pelo título em inglês Don't Toy With Me, Miss Nagatoro, e em português Não Mexa Comigo, Nagatoro, é um webmanga japonês escrito e ilustrado por Nanashi, também conhecido como 774. Uma versão anterior do webmanga foi postado no Pixiv em 16 de agosto de 2011. O webmanga começou a serialização no Magazine Pocket (um aplicativo webmanga Kodansha ) em novembro de 2017.
Uma adaptação para anime foi anunciada, e está sendo produzida pela OLM,Inc.

## Sinopse
Hayase Nagatoro aproveita seu tempo livre fazendo apenas uma coisa, irritando seu Senpai; Depois de Nagatoro e suas amigas conhecerem o aspirante a artista, elas encontram alegria em provocar o tímido estudante. Nagatoro continua seu jogo cruel ao vê-lo diariamente para forçá-lo a fazer qualquer coisa que lhe interesse, especialmente se isso o deixar constrangido. Embora um pouco alegre, mas temeroso de Nagatoro, Senpai é constantemente amarrado por suas travessuras e interesses, hobbies, aparência, e até mesmo sua personalidade é usada contra ele em detrimento da diversão e entretenimento de Nagatoro. Com o passar do tempo Senpai percebe que a presença de Nagatoro não o incomoda, e então os dois desenvolvem uma amizade complicada enquanto suportam as travessuras um do outro.

## Personagens
Hayase Nagatoro (長瀞 早瀬, Nagatoro Hayase)
Dublado por: Sumire Uesaka[carece de fontes?] (Japão); Mariana Dondi (Brasil);
Nagatoro gosta de provocar o Senpai e encontra prazer em provocá-lo. Mesmo que pareça que ela só quer irritá-lo, parece haver mais do que isso. Gamo a chama de "Hayacchi (はやっち)", de Naga na dublagem brasileira, no entanto, isso parece incomodá-la às vezes.
Senpai (センパイ), Naoto Hachioji (八王子 直人, Hachiōji Naoto)
Dublado por: Daiki Yamashita[carece de fontes?] (Japão); Matheus Perisse (Brasil);
Naoto ou Senpai,  Nao é o protagonista do mangá. Ele é tímido e introvertido, tenta evitar qualquer interação social com outras pessoas. Nagatoro apenas o chama de Senpai por ser sua Kouhai. Atualmente não se sabe se o Senpai tem amigos além, mas outros garotos interagem com Naoto ou até o chamam pelo nome além do grupo de garotas com Nagatoro. A mãe do Naoto faz uma aparição na segunda temporada e também tem uma interação com Nagatoro.
Maki Gamou (蒲生 まき, Gamō Maki), Gamo-chan (ガモちゃん)
 : Dublado por: Mikako Komatsu[carece de fontes?] (Japão); Amanda Brigido (Brasil);
Gamo-chan faz parte do grupo de amigos de Nagatoro. Ela também irrita Senpai, mas ainda não mostra nenhum interesse romântico por ele, embora ela e Nagatoro pareçam ter algum tipo de rivalidade amigável. Ela gosta de chamar Senpai de "Paisen (パイセン)" ao contrário. Sua família possui uma academia em que ela e Nagatoro treinam no ringue.
Yoshi (ヨッシー)
Dublado por:  Aina Suzuki[carece de fontes?] (Japão); Carol Albuquerque (Brasil);
Yoshi é outra dos membros do grupo de amigas de Nagatoro. Ela geralmente segue Gamo-chan e concorda com qualquer coisa com ela. É muito claro por outros que ela não é particularmente brilhante, mas sua alta energia e mentalidade a tornam uma personagem recorrente ao lado de Gamo-chan.
Sakura (桜)
Dublado por: Shiori Izawa[carece de fontes?] (Japão); Helena Palomanes (Brasil);
Sakura é a última das amigas do grupo de Nagatoro no mangá, sem ser vista há 25 capítulos, ela reaparece sem motivo aparente. Ela tem pele escura, como Nagatoro, com cabelos loiros. Sua personalidade é aparentemente semelhante à de Yoshi, só que menos enérgica, porém suas amigas a conhecem por semear ciúme em grupos de garotos, que competem por sua atenção.
Presidente do clube de artes (部長), Sunomiya Sana (須ノ宮 さな)
Dublado por: Nana Mizuki (Japão); Celina Beatriz (Brasil);
Ela tem cabelo comprido que emoldura seu rosto de olhos castanhos. Sua personalidade é séria, baseada em suas interações com o Naoto, porém ela o trata com respeito ao contrário do Nagatoro. Ela aparece como uma personagem feminina em um dos mangás que o senpai fez. É conhecida por ganhar prêmios por ser modelo de moldura para exposição. Possui o hábito de exibir seu corpo nu, além também de se exibir usando uma fantasia de coelha erotica, que depois se apegou a fantasia, que faz as meninas com a Nagatoro a chamarem de ''Garota Coelha''.
Misaki Nagatoro (長瀞 岬), Ane Toro (姉瀞)
Dublado por: Yoshino Nanjō (Japão); Lhays Macêdo (Brasil);
Ela é a irmã mais velha da Nagatoro, além também do fato de querer pentelhar a irmã, que detesta, que também a leva a Nagatoro a fazer a mesma coisa com o Senpai. Ela já viu o Senpai em sua casa que a levou a fazer a mesma coisa que Nagatoro, que a própria Nagatoro odeia e também criar maus-entendidos que deixa tanto a Nagatoro e Senpai embaraçados.

## Mídia

### Mangá
O criador de Ijiranaide, Nagatoro-san, Nanashi, começou a publicar seu mangá e outros trabalhos através da Pixiv. Atualmente serializada através da Magazine Pocket, publicada pela ediotora Kodansha, desde 1 de novembro de 2017. O primeiro volume do mangá foi lançado como uma versão impressa através do selo Shonen Magazine Comics da Kodansha e como um versão digital em 9 de março de 2018.

#### Lista de volumes
| N.º | Data de lançamento     | ISBN              |
| --- | ---------------------- | ----------------- |
| 1   | 9 de março de 2018     | 978-4-06-511196-3 |
| 2   | 8 de junho de 2018     | 978-4-06-511675-3 |
| 3   | 9 de outubro de 2018   | 978-4-06-512176-4 |
| 4   | 8 de fevereiro de 2019 | 978-4-06-514440-4 |
| 5   | 7 de junho de 2019     | 978-4-06-517518-7 |
| 6   | 8 de novembro de 2019  | 978-4-06-518517-9 |
| 7   | 9 de março de 2020     | 978-4-06-518517-9 |
| 8   | 9 de julho de 2020     | 978-4-06-520103-9 |
| 9   | 9 de novembro de 2020  | 978-4-06-521245-5 |
| 10  | 9 de março de 2021     | 978-4-06-522644-5 |
| 11  | 6 de agosto de 2021    | 978-4-06-524023-6 |
| 12  | 9 de dezembro de 2021  | 978-4-06-526278-8 |
| 13  | 8 de abril de 2022     | 978-4-06-527519-1 |
| 14  | 9 de agosto de 2022    | 978-4-06-528772-9 |
| 15  | 6 de janeiro de 2023   | 978-4-06-530336-8 |
| 16  | 9 de maio de 2023      | 978-4-06-531656-6 |
| 17  | 8 de setembro de 2023  | 978-4-06-532882-8 |
| 18  | 7 de dezembro de 2023  | 978-4-06-533935-0 |
| 19  | 9 de abril de 2024     | 978-4-06-535162-8 |
| 20  | 7 de agosto de 2024    | 978-4-06-536570-0 |

### Anime

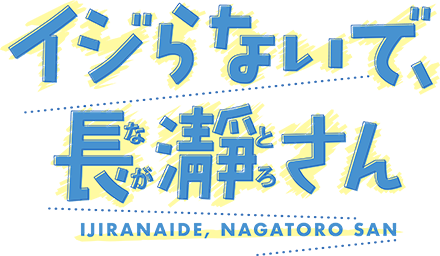
Logotipo do anime

Uma adaptação da série de anime para televisão foi anunciada em 2 de julho de 2020. A série será dirigida por Hirokazu Hanai, pelo estúdio Telecom Animation Film, com Taku Kishimoto nos roteiros, Misaki Suzuki nos design de personagens e Gin na composição de música. Sua estreia ocorreu em 11 de abril de 2021 às 01 horas (JST) no canal Tokyo MX e outros canais. A primeira temporada teve doze episódios e terminou em 26 de junho de 2021.
Em 23 de outubro de 2021, durante um evento presencial especial para o anime, foi anunciada a segunda temporada, sem data para estreia.
No Brasil e em Portugal a animação é transmitida simultaneamente, com legendas, pela Crunchyroll, e em todo o mundo, exceto os países da Ásia. Em 11 de janeiro de 2022 o site disponibilizou, semanalmente, a dublagem do anime.

#### Lista de episódios
| Episódios | Episódios | Episódios           |
| # | Título | Exibição original   |
| --- | --- | ------------------- |
| 1 | "Senpai, você é meio... Senpaitte, Chotto... (センパイって、ちょっと…) Senpai, você não fica bravo? Senpaitte Okoranain Desu ka? (センパイって怒らないんですか？)" | 10 de abril de 2021 |
| Nagatoro, uma aluna de primeiro ano, descobre que seu Senpai é um mangaká de mão cheia, e decide lhe dar uma aula de caracterização de personagem. Nagatoro invade a sala de artes onde o Senpai pratica suas habilidades e o força a fazer um retrato seu. | |                     |
| 2 | "Senpai, seu desejo foi realizado! Senpai no Ganbō ga Kanaimashita ne!! (センパイの願望が叶いましたね！！)E aí, Senpai?! Chissu, Senpai! (ちっす、センパイっ！)" | 17 de abril de 2021 |
| Nagatoro descobre o tipo de literatura alternativa que o Senpai anda consumindo, e decide experimentar por conta própria.Senpai acaba vendo Nagatoro em um encontro com outros garotos, e fica à espreita para assistir ao sofrimento deles nas mãos da megera | |                     |
| 3 | "Vamos de novo, Senpai Mata Yarimashō ne, Senpai (またやりましょうね、センパイっ)Senpai, vem cá! Senpāi, Kotchi Kotchi〜 (センパーイ、こっちこっち〜)" | 24 de abril de 2021 |
| Quando são pegos por uma chuva repentina, Nagatoro convida o Senpai a se abrigar na casa dela até a chuva passar, o que dá a ela inúmeras chances de pegar no pé dele.Na hora do almoço, Nagatoro chama o Senpai a se sentar à mesa com ela e suas amigas, que não ficam atrás em matéria de implicância.                                                                           | |                     |
| 4 | "Senpai, seu rosto ficou vermelho? Senpai, Kao Makkassu yo〜? (センパイ、顔真っ赤っスよ〜？)podia ser um pouco mais... Senpai wa, Mō Chotto ... (センパイは、もうちょっと…)" | 1 de maio de 2021   |
| As amigas da Nagatoro decidem pregar uma peça das brabas no pobre Senpai, e Nagatoro não fica nem um pouco contente.Nagatoro ensina ao Senpai uma importantíssima lição de vida sobre elogios. | |                     |
| 5 | "A Juba do Senpai Senpai no Mokomoko (センパイのもこもこ)Valeu, Senpai Senpai, Go-chissu!! (センパイ、ゴチっス!!)" | 8 de maio de 2021   |
| Nagatoro fica encucada com a vistosa cabeleira cacheada do Senpai e decide dar um up no visual do rapaz com as próprias mãos.Contrariando todo o bom senso, Nagatoro decide entrar numa fila imensa sob o sol escaldante pra tomar uma raspadinha... e, claro, arrasta o Senpai junto.                                                                                              | |                     |
| 6 | "Senpai, você é um alvo fácil! Senpai, Choro Sugiru～♡ (センパイ、ちょろ過ぎる～♡) Senpai! Vamos à praia! Senpai! Umi, Ikimashō! (センパイ！海、行きましょうー！)" | 15 de maio de 2021  |
| Senpai vai parar em um isekai, e é encarregado de salvar o mundo da ameaça de um rei demônio. Pelo caminho, ele encontra algumas figuras conhecidas... Nagatoro arrasta o recluso Senpai para a praia com suas amigas, onde elas forçam o pobre nerd a aproveitar o verão, tomar sol e nadar um pouco.                                                                              | |                     |
| 7 | "Senpai, quer ir ao festival comigo? Senpai, Omatsuri Ikimasen ka? (センパイ、お祭り行きませんか？)Parece um encontro, né, Senpai? Dēto Mitaissu ne, Senpai♡ (デートみたいっすね、センパイ♡)Vamos pra casa, Senpai Kaerimashō, Senpai (帰りましょう、センパイ)"                                      | 22 de maio de 2021  |
| O indeciso Senpai decide dar um pulo no festival, na esperança de encontrar Nagatoro, mas tromba com algo muito pior...Nagatoro e Senpai passeiam pelo festival, e os dois acabam dando um passo maior do que a perna. O Senpai se depara com Nagatoro e suas amigas sendo alvo de caras populares, e uma crise existencial o leva a fazer algo impensado.                          | |                     |
| 8 | "Pode até ser divertido, Senpai ♥ Igai to Tanoshii ka mo Shirenaissu ne, Moto Senpai♡ (意外と楽しいかもしれないっスね、元センパイ♡)Vamos jogar jankenpô, Senpai!! Janken Shimashō, Senpai!! (じゃんけんしましょう、センパイ！！)"                                                                    | 29 de maio de 2021  |
| A jogatina noturna ameaça as notas do Senpai, e Nagatoro e suas amigas se divertem com a ideia do veterano ser reprovado e acabar na turma delas no ano seguinte. No caminho de volta pra casa, Nagatoro propõe ao Senpai uma disputa de "pedra, papel ou tesoura", e ao perdedor cabe uma punição que pode acabar mais pesada do que parecia...                                    | |                     |
| 9 | "Senpai é um tarado enrustido!! Senpai wa Muttsuri Dashi!! (センパイはムッツリだし！！)O nojento do Senpai nunca iria num encontro de verdade!! Kimokimo Senpai ga Matomo ni Dēto Dekiru Wakenaissho!! (キモキモセンパイがまともにデート出来るわけ無いっしょ！！)"                                   | 5 de junho de 2021  |
| Nagatoro decide provar às amigas que o Senpai não é um mero virjão herbívoro sem interesse pelo sexo oposto, mas uma máquina de lascívia e promiscuidade.Quando Sakura começa a ser perseguida por um insistente stalker, elabora um plano infalível e requisita a colaboração do Senpai mais amado do colégio.                                                                     | |                     |
| 10 | "Senpai, seu corpo tá bastante tenso Senpaitte Karada, Kata Sō Desu yo nē (センパイって体、硬そーですよねぇ)Eu topo por você, Senpai Yatte Yarimasu yo, Senpai!! (やってやりますよ、センパイ！！)"                                                                                                   | 12 de junho de 2021 |
| Ao ver o esquelético Senpai fracassar na Educação Física, Nagatoro decide dar uma forcinha e mostrar pro rapaz que ele é capaz de muita coisa que não sabe.Senpai prepara uma exposição para o festival cultural do colégio, e a sempre prestativa Nagatoro se dispõe a posar, mas a chegada de uma nova personagem abala a situação e coloca em risco algo muito precioso.         | |                     |
| 11 | "Senpai, que acha? Senpai wa Dō Omottensu ka? (センパイはどう思ってんスか？)Você devia se abrir mais, Senpai! Sunao ja Nain da Karā, Senpai wā♡ (素直じゃないんだからー、センパイはー♡)" | 19 de junho de 2021 |
| O ultimato da presidente do clube de arte coloca o Senpai num mato sem cachorro: não só ela é uma artista premiada de renome nacional, mas também tem muito mais... "matéria-prima" com que trabalhar. Mesmo com o apoio inabalável de Nagatoro, a indecisão e a falta de autoconfiança do Senpai abalam a relação dos dois, e o futuro do aconchegante clube de arte corre perigo. | |                     |
| 12 | "Então a primavera chegou pra ti, Piolho-Senpai-Antissocial? Himote Hagu Funa Senpai ni mo Tsui ni Haru ga Tōraissu ka～? (非モテはぐフナセンパイにもついに春が到来っスか～？)Você a ouviu falar sobre amor, Senpai? Ai Toka Iwarechattemasu yoo Senpāi? (愛とか言われちゃってますよぉセンパーイ？)" | 26 de junho de 2021 |
| Para manter o clube de arte, o Senpai precisa vencer a presidente com sua arte! A escolha de tema é um bom começo, mas talvez não o suficiente, e as meninas bolam uma forma de dar uma ajuda (e uma zoada ao mesmo tempo). Uma reviravolta afeta a disputa de artes! Mas o Senpai aprende uma importante lição.                                                                    | |                     |

#### Abertura e Encerramento
Os temas de abertura e encerramento são, respectivamente:
Sumire Uesaka - "EASY LOVE" (1 ~ 12)
Sumire Uesaka, Mikako Komatsu, Aina Suzuki, Shiori Izawa - "Karafuru kyanbasu" (カラフル・キャンバス) (2 ~ 12)
O lançamento do CD, da trilha sonora original do anime, composta por Gin, foi em 21 de abril de 2021.

## Recepção
O mangá recebeu críticas mistas. Os primeiros capítulos foram criticados pelas provocações de Nagatoro, normalizando o bullying. No entanto, a arte e o desenvolvimento dos personagens foram bem recebidos.
A serie também foi comparada a outros trabalhos do gênero "provocação", como Teasing Master Takagi-san e Uzaki-chan Wants to Hang Out!.
Em novembro de 2019, o mangá vendeu mais de um milhão de cópias no Japão e ultrapassou 1,2 milhão em julho de 2020.
Os protagonistas da série foram apresentados em uma participação especial em Kaguya-sama: Love Is War - Dōjin Edition. Nanashi também desenhou um mangá de colaboração com o Magical Sempai de Azu.